# برغبرو (بيدفوردشير)
برغبرو (بالإنجليزية: Brogborough)‏ هي قرية وأبرشية مدنية تقع في المملكة المتحدة في إنجلترا. يقدر عدد سكانها بـ 343 نسمة .